# Athyroglossa granulosa
Athyroglossa granulosa är en tvåvingeart som först beskrevs av Cresson 1922.  Athyroglossa granulosa ingår i släktet Athyroglossa och familjen vattenflugor. Inga underarter finns listade i Catalogue of Life.